# Essbase
Essbase (acrônimo para Extended Spread Sheet Database, ou Banco de dados com planilhas estendidas) é um sistema de gerência de banco de dados multidimensional que provê uma plataforma de bancos de dados multidimensionais sobre os quais se pode construir aplicações analíticas. Foi originalmente desenvolvido pela Arbor Software, que se juntou à Hyperion Software em 1998. O Essbase atualmente está disponível através da Hyperion Solutions Corporation (agora subsidiária da Oracle Corporation), e até o final de 2005 foi também comercializada pela IBM, como um Servidor OLAP DB2. A Oracle anunciou a aquisição da Hyperion em 1 de março de 2007. O fechamento da compra foi anunciada em 18 de abril de 2008.
O termo OLAP foi criado pelo desenvolvedor de bancos de dados E. F. Codd em um jornal do governo que elaborava vinte regras dos sistemas analíticos, uma alusão às suas outras vinte regras que definiam o modelo relacional. O jornal, publicado pela Computerworld, foi de algum modo explícita em sua referência às qualidades do Essbase, e quando foi descoberto que Codd havia sido contratado pela Arbor Software, a Computerworld recolheu o jornal.
Em comparação com o OLTP, OLAP define uma tecnologia de bancos de dados que é otimizada para processar requisições humanas mais rápidas que outras transações. Como resultado dessas orientações, MDBMS orientou seus requisitos de performance através de uma grande gama de benchmarks (Analytic Performance Benchmark, APB-1) mais do que o RDBMS (Transaction Processing Performance Council (TPC)).
Muitos produtos do Hyperion foram renomeados em 2005, dando um nome oficial para o Essbase, Hyperion® System™ 9 BI+™ Analytic Services™,  mas na prática, o novo nome foi ignorado. O produto Essbase voltou a ter seu nome oficial para propósitos de marketing, mas o software ainda carrega seu título de "Analytic Services".
O Hyperion Essbase foi nomeado como uma das dez tecnologias mais inovadoras dos últimos dez anos pela Age magazine em sua edição de décimo aniversário, junto com Netscape, Blackberry, Google, virtualização, VOIP, Linux, XML, processadores PENTIUM e ADSL. O editor Kenny Maclver diz: "O Hyperion Essbase foi o banco de dados multidimensional que colocou o OLAP no mapa de BI. E impulsionou a criação de várias ferramentas OLAP da concorrêcia e bilhões de cubos OLAP".

## História e motivação
Embora o Essbase tenha sido categorizado com o propósito geral de banco de dados multidimensional, originalmente ele foi desenvolvido para endereçar as edições de escalabilidade associadas a planilhas como Lotus 1-2-3 e Microsoft Excel. Assim, o Essbase faz uso de planilhas como um exemplo de motivação para ilustrar a necessidade de um sistema assim.
Nesse contexto, "multi-dimensional" se refere à representação de dados financeiros em um formato de planilha. Uma planilha típica deve mostrar intervalos de tempo como cabeçalho de colunas e nome de contas no nome das linhas. Por exemplo:
|            | Jan   | Fev   | Mar   | Total |
| ---------- | ----- | ----- | ----- | ----- |
| Quantidade | 1000  | 2000  | 3000  | 6000  |
| Vendas     | R$100 | R$200 | R$300 | R$600 |
| Gastos     | R$80  | R$160 | R$240 | R$480 |
| Lucro      | R$20  | R$40  | R$60  | R$120 |

Se um usuário quer quebrar esses valores por região, ele deve tipicamente involver a duplicação dessa tabela em múltiplas planilhas:
|            | Jan  | Fev   | Mar | Total |
| ---------- | ---- | ----- | --- | ----- |
| Quantidade | 240  | 1890  | 50  | 2180  |
| Vendas     | R$24 | R$189 | R$5 | R$218 |
| Gastos     | R$20 | R$150 | R$3 | R$173 |
| Lucro      | R$4  | R$39  | R$2 | R$45  |

|            | Jan  | Fev  | Mar   | Total |
| ---------- | ---- | ---- | ----- | ----- |
| Quantidade | 760  | 110  | 2950  | 3820  |
| Vendas     | R$76 | R$11 | R$295 | R$382 |
| Gastos     | R$60 | R$10 | R$237 | R$307 |
| Lucro      | R$16 | R$1  | R$58  | R$75  |

|            | Jan   | Fev   | Mar   | Total |
| ---------- | ----- | ----- | ----- | ----- |
| Quantidade | 1000  | 2000  | 3000  | 6000  |
| Vendas     | R$100 | R$200 | R$300 | R$600 |
| Gastos     | R$80  | R$160 | R$240 | R$480 |
| Lucro      | R$20  | R$40  | R$60  | R$120 |

Uma representação alternativa para essa estrutura seria uma grade tridimensional, dando uma idéia de que "Tempo", "Conta" e "Região" são dimensões. Quanto mais dimensões são adicionadas ao sistema, mais difícil se torna manter as planilhas que representem corretamente os valores multidimensionais. Os bancos de dados multidimensionais, como o Essbase, provêem um armazenamento para os valores existentes, pelo menos conceitualmente, em um hypercubo multidimensional.